# 萌

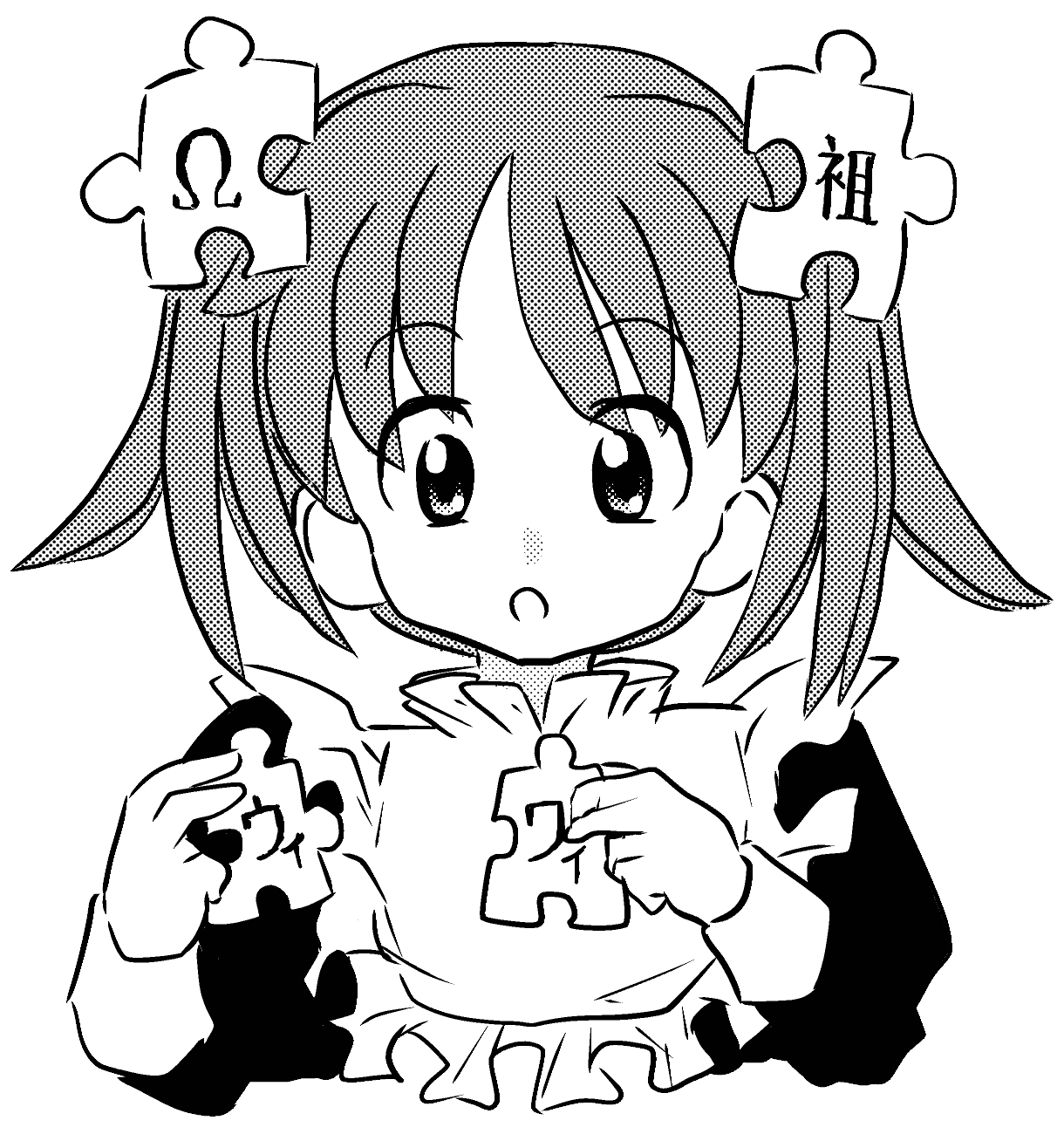
可能讓人感到「萌」的角色範例（此处为维基百科的「萌」化拟人形象维基娘）。

萌一字本來是指「草木初生之芽」，之後被用來做為對作品中的虛構角色表達強烈喜愛的用語，之後衍生到對各種事物的類似情感。
萌被用來表達對於漫畫、動畫、電子遊戲中的角色的一種喜愛、興奮、狂熱、誘發慾望或幻想的感情，而此一情感是不能光以「喜愛」表述的。這種表述方式之後延伸到了各種主題上。能引發萌的角色稱為萌角色。萌所誘發的幻想不見得帶有性或色情涵義。

## 起源
此用語的起源目前眾說紛紜、仍未可知。一般推測是在1990年前後開始普及。
語源說法之一，是在1980年代末、電子通訊興起時，在輸入文字因為與同音而輸入錯誤，造成誤用，因為有趣就逐漸傳開。而當人看到讓自己產生萌的事物時，內心會有如同產生戀愛或性慾時內心熊熊燃燒的感情，但又和在觀賞少年漫畫、動作片時所產生的熱血激昂有本質上的差異，因此用與「燃」同音的「萌」來表達此一情緒。
另一個語源說法是源自於角色姓名。評論家岡田斗司夫認為源自1993年時在NHK旗下頻道播出的節目《天才兒童MAX》中的一個動畫《恐龍惑星》的主角名「萌」，這被認為是可靠的說法。但是該作品製作團隊之一的金子隆一在自己的著作中表示、在該作品發表前就存在「萌」的概念。
而精神醫學家齋藤環認為源自於1994年起播出的《美少女戰士》動畫版《美少女戰士S》角色土萌螢的姓氏。土萌螢的悲慘遭遇讓她容易被觀眾同情，便成了粉絲「萌」的對象。此外還有1993年時在漫畫雜誌《Nakayoshi》連載的漫畫《粉碎在陽光下!》的女主角「高津萌」，動畫《傳說巨神伊甸王》中一個陣亡的配角名等說法。動畫國專欄作家John Oppliger贊同來源為角色姓名的說法。
Comiket的參與者市川浩一認為福星小子裡的拉姆既是第一個萌角色也是第一個傲嬌角色。動畫電影《魯邦三世卡里奧斯特羅之城》中的克蕾莉絲、《新世紀福音戰士》的綾波零也被視為早期具明顯萌系特色的角色。

## 詞彙用法
萌可以作形容詞、動詞或及物動詞使用，用法示例如下：
- 當形容詞使用時，如「Ａ很萌」，指Ａ表現出萌的特質。

在萌這一詞彙漸漸普及後，愛好者便將這些能讓人產生「萌」的要素進行分類，形成「萌屬性」、又稱「萌要素」、「萌點」。
因著「萌」元素讓人產生特別的情愫，延伸用法萌亦可用作名詞，使得「萌」字可組合成各種詞彙，用來形容對於自己心儀對象（也稱「萌角色」或「萌對象」）的情感或細節描述。配合名詞的「萌學」，或是總結為疊字的「萌萌」。

## 應用

### 普及

#### 日本國內
電腦娛樂供應商協會（CESA）在2006年4月24日發表一份以日本大眾消費者為對象所做的調查報告〈2006年CESA大眾生活者調查報告〉，在調查中將萌定義為「對漫畫、動畫、遊戲的角色產生愛情」，而在年齡範圍3歲至79歲、男性548人、女性555人、共1103位受訪對象中，了解此一用詞的男性佔66.4%、女性佔65.5%，在性別方面並無差異。而在年齡層方面，男性以20~24歲最高、佔8.9%，女性以15~19歲最高，佔12.1%。
2005年，入選十大流行語。

#### 日本以外
2012年，香港有樂團以「萌」的羅馬音「MoE」為樂團名稱，並用動畫音樂及Cosplay宣傳萌文化。
2010年，臺灣東森幼幼台所製作的兒童電視劇系列《萌學園》，以講述萌學園的萌騎士團對抗闇黑勢力的故事。

### 萌擬人化
萌擬人化是擬人化的一種形式，透過將非人的對象擬人化、並將原本的特點加入萌的元素並強調之。

### 經濟
濱銀綜合研究所在2005年發表的調查報告指出，2003年內容市場中在漫畫、動畫、遊戲等各媒體的「萌」關聯商品的產值達888億日元，其中漫畫佔273億、動畫佔155億、遊戲佔460億。整體約佔日本御宅族市場總額2900億日元的三分之一。不過此報告中涵蓋的範圍較為嚴格，只計算了漫畫雜誌和單行本、動畫的映像軟體和遊戲本身，並沒有將衍生產品如同人誌、Cosplay等納入計算範圍。

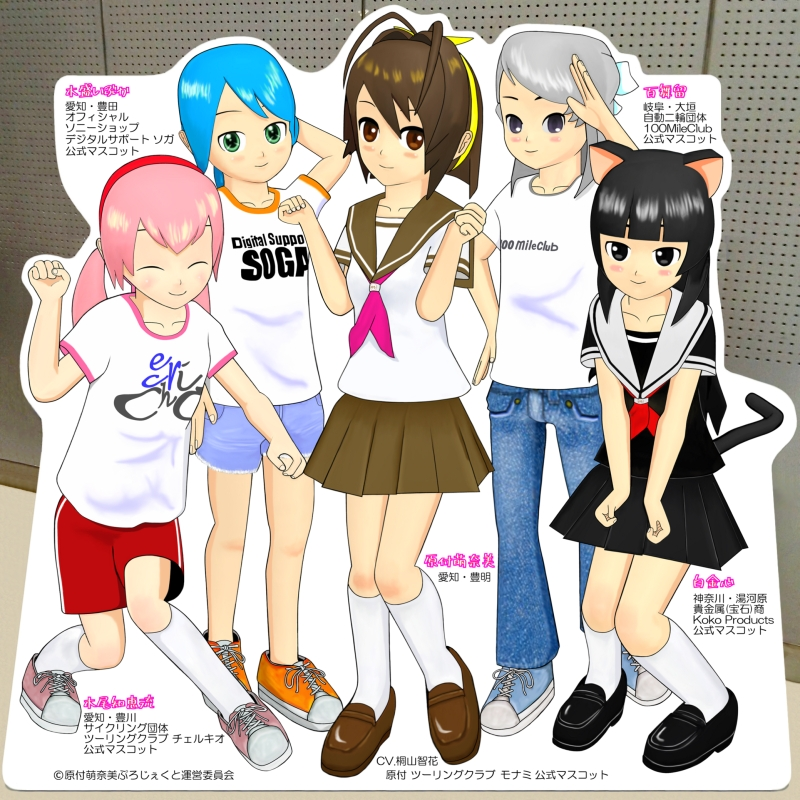
一個商業萌角色的例子。

2009年Japanator的主編Brad Rice表示：「萌已經成為一股經濟勢力」，越來越多產品添加萌的要素、並取得更好的銷售成績。這些產品被動畫及漫畫帶動而成長、又帶動動畫及漫畫成長。
動畫國的評論家認為2000年代是一個萌越來越受歡迎與受認可的時代，從興趣演變成商業化，也從非性慾的蛻變兼具魅力、可愛與性的符號。他以《K-ON！輕音部》、《幸運☆星》和《萌單》這三部皆以可愛、天真、笨拙的青春期女孩為主角的作品為例，認為它們試圖以此喚起觀眾的興趣。這些角色們不是喚起觀眾萌的情緒，而是字面意義上的萌角色，她們「率真可愛、初顯性感、有些自覺又還不到憤世」，她們主動散發讓人注意與崇拜的特質，而不是被動地產生。

### 比賽
最萌大賽，又称“萌战”，是网络上举办的投票选举最萌人物（一般为女性角色）的活动的总称。一般認為2001年時日本2ch网络社区上Leaf,key揭示板（葉鍵板）上所举办的大赛为最早。萌战的冠军被称为“萌王”。目前最有影响力的两个萌战是：
- 2ch上的“動畫最萌大賽”（简称：日萌）。2002年以“動畫板最萌大賽”为名开始。参选角色必须是一年內制作的动画里登场的女（雌）性角色（第一届无年代限定）。
- “国际最萌大会”（简称：世萌）是2008年正式开始举办的国际性萌战。参选角色是漫畫、動畫和電子遊戲等各類型媒體的角色。大會提供有多種語言版本。[22]

2ch上除两届“葉鍵板最萌大賽”和每年的“動畫（板）最萌大賽”之外，还曾经举办过“2ch全板人氣大賽”等。此外还有一些来自韩国、台湾和中国大陆的网上论坛或组织举办类似的萌战。

## 評論
對於萌的解釋和影響已經出現廣泛討論。
精神醫學家齋藤環認為御宅族所使用的萌是他們對特定性喜好的表現。他指出，雖然御宅族透過創作來展現出這些性方面的喜好，但幾乎沒有御宅族將這些概念挪用到現實生活中，他們並不是不去在現實中實現萌，而是讓萌維持在虛構的世界中，幻想的故事才是他們渴望的主體。
另一方面，東浩紀認為齋藤的論述「太過複雜了」。他認為「萌」是僅僅是將角色拆解成幾個萌屬性，以便做出明顯的市場區隔，御宅族很單純地是透過這些符號化的元素來滿足自己的慾望，和受過訓練的動物沒有差別。
評論家本田透反對「萌只是被動物性的慾望所喚醒的信號」此一說法，並主張這種解釋不符合萌的本質。本田認為「萌」是一項在被宗教所拒絕後、受到經濟唯物主義的支持而出現的必然行為，在符號化的萌屬性背後有著理想，因此將其解釋為與神話和宗教的語境相關的心理活動。此外、本田主張這種動物化的現象只在泡沫經濟時期、當人們消費戀愛與性相關產品的時候出現，、特別是在現實中的戀愛失意的男性將目標轉向虛構世界的角色時為甚，可以從充斥大男子主義的市場上得到印證。應當注意的是，齋藤並沒有將萌與暴力性偏離特別作出區分，並以亨利·达尔格筆下的戰鬥美少女為例；和本田以鬼畜系等類型的作品來表現狩獵般的性關係，這兩者都與「萌」處在極端位置上。
動畫導演鶴卷和哉將萌定義為「對特定角色的不完整情報進行補充的個人行為」，受此影響、作家堀田純司解釋，由於角色是被人的本能所創造的，因此角色的魅力可以超越真正的人類。岡田斗司夫認為雖然自己並沒有完全理解「萌」，但認定那並非單純地只是指對美少女有著衝動情緒，而且做為觀察者的自己也落入了後設視點。
在《萌的宣言》中，秋葉原常客派翠克·加布雷斯（Patrick Galbraith）將萌定義為對虛構角色本身或其行為產生情緒上的反應，而這一定義廣泛運用在政治、經濟、文化中。马修·布鲁默（Matthew Brummer）舉了一個例子，關於日本自衛隊如何將萌與軍事結合、並塑造大眾對軍隊事務的看法。
宫崎骏身为女性主义的支持者，是完全地反对这些萌系人物的柔顺、服从的特性。比起扮演传统的角色，他认为对于女性角色的描述不应只是可爱，也应当描述他们勇敢坚强且足智多谋的一面；但事实上，“倔强”、“坚强”等都可以是萌属性。宫崎骏在执导的动画电影中，已实践了自己的论点。对于御宅族物化具可爱特质的女性角色的现象，宫崎骏评：「这是个难题。她们立即成为『萝莉控的玩物』。就某方面而言，如果要以肯定、正面的态度描绘某个角色，除了儘可能使她们讨人喜欢以外别无选择；但是现在，有太多人以无耻的方式描绘她们（那些女主角），好像他们只想要什麽宠物一样，而这种情况是越来越严重了。」
御宅族对可爱女性的看法和宫崎骏对女性的理想（这也曾经是御宅族女性理想的基础）之间的不同处，已由一些超扁平派艺术家探讨分析。像例如Cannabis Works的田中达之的《Linda^3》系列即对这种现象进行了分析，或一些人根据一些对于在《新世纪福音战士》剧场版《The End of Evangelion》中的萌“物化”现象的理论上的讨论来对此现象进行分析。

## 外部連結
- 萌樹狀圖 （页面存档备份，存于）（日語）
- 萌論 （页面存档备份，存于）（日語）
- 萌的語源/ 同人用語基礎知識/ 萌的定義、由來 （页面存档备份，存于）（日語）